# Beet

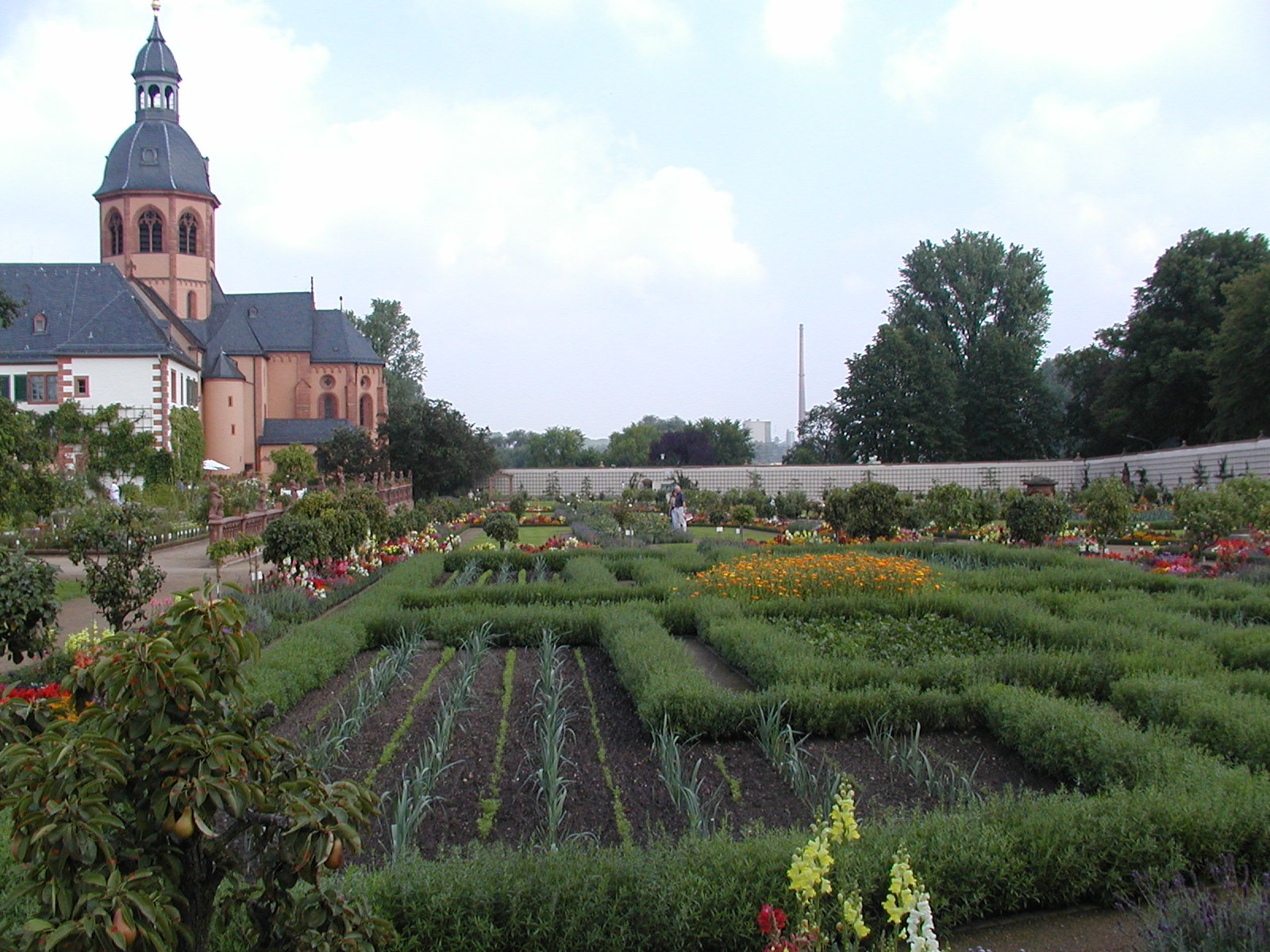
Klostergarten in Seligenstadt: kunstvoll gestaltete Beete mit Umfassungspflanzung

Ein Beet ist eine abgeteilte und landwirtschaftlich bzw. gärtnerisch bearbeitete Fläche zum Anbau von Gemüse, Zierpflanzen oder auch Baumschulkulturen. Die Anlage von Beeten ist daher vor allem in Gärtnereien sowie Haus- und Kleingärten verbreitet. Auf Beeten werden die anzubauenden Pflanzen meistens in Reihen gesät oder gepflanzt. Im Regelfall sind landwirtschaftliche Beete und gärtnerische Nachzuchtbeete Monokulturen, aber Kräuter- und Zierbeete eher auch mal eine Komposition verschiedener Arten, Permakulturbeete sogar aus Prinzip.

## Anlage und Zweck
Als Beete werden von der zu bestellenden unterzogenen Bodenfläche langrechteckige Streifen abgeteilt, die durch zumeist jährlich neu angelegte und unbefestigte, als Weg dienende unbestellte Flächenstreifen, Wege voneinander abgeteilt sind. Die zwischen den Beeten freigehaltenen Räume dienen als Wege zur händischen Pflege der Kulturen möglichst ohne Betreten der Beetflächen selbst oder als Fahrgassen für Maschinen wie Traktoren. Erfolgt die Pflege der Beete maschinell, werden in der Regel die Beetbreiten so an die Breite der Schlepperspur angepasst, dass dieser mit den Rädern auf den Wegen über die Kultur hinweg fahren kann.
Für Zwecke eines überwiegend von Hand gepflegten Pflanzenanbaus z. B. in einem Gemüsegarten gilt eine Beetbreite zwischen 1,1 und 1,2 Meter Breite mit dazwischenliegenden rund 30 cm breiten Trittwegen als zweckmäßig. Aus gestalterischen Gründen werden Beete aber teilweise auch dauerhaft angelegt und dabei mit Einfassungen, zum Beispiel kleinen Hecken aus Buchsbaum, umgeben.

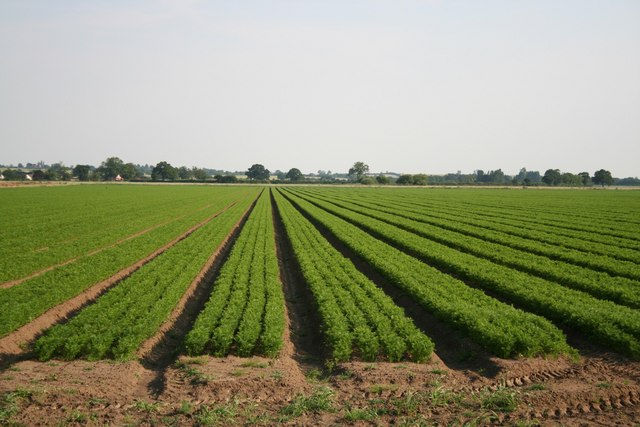
Großflächiger Beetanbau von Karotten in der Landwirtschaft

Im Ackerbau nennt man den für die Saat vorbereiteten Acker regional Saatbeet, richtig ist jedoch die Bezeichnung Saatbett.